# Tiny Toon Adventures: Babs’ Big Break
Tiny Toon Adventures: Babs' Big Break — видеоигра в жанре платформерной аркады, разработанная и изданная компанией Konami в 1992 году для игровой консоли Game Boy. Одна из компьютерных игр по мотивам мультипликационного сериала Tiny Toon.

## Содержание игры
Бэбс Банни, подружка Бастера Банни решила играть в театре и стать суперзвездой. Но гадкий и богатый хулиган Монтана Макс решил сорвать планы крольчихи покупкой театра и последующим его закрытием. Бастер Банни, Плаки Дак и Хэмтон Пиг решают остановить Макса, победив его и отобрав театр.

## Игровой процесс
В этой игре игроку доступно три героя на выбор. Каждый из героев имеет своё уникальное оружие. Бастер бросается морковками, которые летят по дуге, Плаки кидает ананасы, которые в начале своего пути имеют шанс оттолкнутся от препятствия, Хэмтон, как в боулинге, катит арбуз. Правда можно собирать и чужие предметы. Они остаются в запасе. Когда игрок решит поменять персонажа, он будет иметь столько боеприпасов, сколько собрал в предыдущем воплощении. Изначально у каждого по 3 единицы оружия. Ими можно уничтожать врагов, но они имеют ограниченный радиус применения и после уничтожения одного врага, их энергия иссякнет. Врагов можно уничтожать и используя обычный прыжок. За уничтожение одного обычного врага дают 500 очков. Число очков, делящихся без остатка на 10 тысяч (10 тысяч очков тоже считаются) и имеющих нечётное количество десятков тысяч, дадут одну жизнь. В игре имеются пять помощников, которые помогут пройти уровень, но за помощь всем им (кроме Каламити Койота) нужно оказать услугу:
- Диззи Девил — поможет преодолеть каменную стену, пройдя под землёй. За услугу его нужно накормить мясом и рыбой, и не касаться артишоков (которые, впрочем, Диззи тоже ест), так как они отнимут один удар.
- Фурболл — поможет проползти под трубами. За помощь потребует трижды сыграть с ним в прятки. Хотя бы два раза игрок должен отгадать, в какой из трёх бочек находиться кот. Для этого нужно смотреть как далеко и высоко он прыгает прежде чем залезть в бочку. Если в бочке окажется крыса, попытка не засчитывается.
- Фифи ля Фьюм — поможет пройти деревья. За помощь её нужно спасти.
- Каламити Койот — даст герою велосипед c ракетным ускорителем. Ничего не требует взамен (добрый малый).
- Ширли Лун — поможет пролететь над пропастью и откроет дверь с замком. За помощь её нужно спасти.

В игре имеются кирпичи, сиганув на которые, можно получить призы:
- Боеприпасы — морковка, ананас или арбуз. Восстанавливает единицу какого-либо оружия.
- Дополнительный удар — имеет вид маленького сердечка. Прибавляет возможность получать урон без потерь жизни. Удары показаны в левом нижнем углу. Здесь показано количество ударов, следовательно если остался только один удар, он будет последним (а не «нулевой»).
- Дополнительный слот — имеет вид большого сердечка. Прибавляет дополнительный третий слот и восстанавливает удары во все незанятые слоты.
- Неуязвимость — имеет вид медали с римской цифрой 1. Делает героя неуязвимым на некоторое время. Все враги уничтожаются при касании. Во время действия бонуса, играет музыка с увеличенной скоростью.

Боссов в игре всего пять. Они имеют повышенное количество здоровья. Для уничтожения нужно прыгать на голову (кроме Элмайры и оборотня).
- Питбуль Арнольд. Бегает в спортивном зале (во время бега неуязвим) с баскетбольными кольцами. Поймав игрока швыряет его в баскетбольное кольцо, тем самым, отнимая один удар. Нужно прыгать на голову, когда он остановиться.
- Рыцарь. Появляется, то с одной, то с другой стороны экрана, представляя более серьёзную угрозу. После приземления вытягивает свою механическую руку к противоположной стене, и пытается атаковать игрока либо отделяющимися ногами, либо отделяющейся головой. Нужно прыгать на отделяющуюся голову.
- Элмайра Дафф. Игрок должен уезжать от неё на велосипеде. Поймав по пути кондора Конкорда, игрок замедлит Элмайру.
- Оборотень. Босс, который бросается кирпичами. Нужно перепрыгивать их. После бросания последнего кирпича, его уничтожит падающая платформа.
- Монтана Макс. Финальный босс, самый серьёзный противник. Прыгает на кресле, пытается задавить игрока. После трех прыжков (двух маленьких, одного большого), на время выйдет из строя, и игроку нужно стараться прыгать на голову именно в этот момент.

Иногда, играя, игрок может обнаружить мини-игры, которые предлагает малыш Чихун. В этих играх можно заработать дополнительные удары, жизни и боеприпасы:
- Гонки. Стоит 10 изумрудов. Игрок может соревноваться с одним из трёх героев: книжным червём (самым медленным), канарейкой Свити и маленьким Бипером (самым быстрым). Чем быстрее соперник игрока, тем ценнее будут призы.
- Ударь Макса. Стоит 15 изумрудов. Игрок должен бить по появляющимся из отверстий статуям крыс, за каждую из которых дадут 10 очков и Монтане Максу за которого дадут 50 очков. Чем больше очков, тем ценнее будут призы.

После потери жизни, количество изумрудов уменьшается вдвое (причём при нечётном их количестве, округление производится в меньшую сторону). Запас (не количество) жизней показан в правом нижнему углу. После потери всех жизней игрок теряет один кредит, все изумруды и очки. После потери двух кредитов, игра заканчивается.
Альтернативная концовка: если игрок собрал 500 и более изумрудов, Макс предложит купить у него театр. Однако это приведёт лишь к альтернативным диалогам и игроку в любом случае придётся с ним сражаться.

## Tiny Toon 6
Игра, пиратский порт на приставку Dendy. Порт практически выполнен на 100%, за исключением музыки и звуков, они были взяты с первой части игры, и игра выполнена в цвете, когда оригинал - черно-белый.

### Отличие от оригинала
- Пиратский порт цветной, а оригинал черно-белый.
- Вся музыка и звуки была взяты из 1-й игры Tiny Toon Adventures
- Предпоследний уровень был вырезан (где надо было прятатся от Макса на машине) и заменён из тех что имеется в игре
- Количество жизней в пиратской версии 6, в оригинале всего 2. А количество сердечек 4, в оригинале 2.
- Механика битв с боссами несколько иная, кроме самого прыгающего Макса
- Некоторые уровни были вырезаны, такие как путешествие по трубам 2-й секции.
- Уровень на реактивном мопеде и погоня Элмайры здесь вырезан. Так же бонус уровень где нужно кормить Диззи едой
- Дизаин Бастера и Плаки взяты из 1-й игры, а Хэмптон остался из оригинала.
- Некоторые уровневые функции неработают, например в замке платформы не двигаются
- В пиратской версии персонажи могут бегать т.к. функции управления взяты из 1-й игры, в том как в оригинале персонажи бегать не могут
- Пиратская версия более быстра, и при этом усложняет процесс игры, оригинал более плавный.